# Mélody Julien
Mélody Julien (* 13. Mai 1999 in Castres) ist eine französische Leichtathletin, die sich auf den Langstreckenlauf spezialisiert hat.

## Sportliche Laufbahn
Erste Erfahrungen bei internationalen Meisterschaften sammelte Mélody Julien bei den Crosslauf-Europameisterschaften 2018 in Tilburg, bei denen sie in 14:31 min den 32. Platz im U23-Rennen belegte. Bei den Halbmarathon-Weltmeisterschaften 2020 in Gdynia gelangte sie mit 1:12:51 h auf Rang 58 und im selben Jahr siegte sie in 1:13:56 h beim Tulle-Halbmarathon. Im Jahr darauf erreichte sie bei den U23-Europameisterschaften in Tallinn nach 34:18,36 min Rang neun im 10.000-Meter-Lauf und im Dezember wurde sie bei den Crosslauf-Europameisterschaften in Dublin in 21:39 min 20. im U23-Rennen. 2022 wurde sie beim Sevilla-Halbmarathon in 1:11:007 h Zweite und Anfang Juli belegte sie bei den Mittelmeerspielen in Oran in 1:15:39 h den sechsten Platz, ehe sie bei den Europameisterschaften in München mit 2:32:19 h auf den 14. Platz im Marathonlauf gelangte. Im Jahr darauf wurde sie bei den World University Games in Chengdu in 1:15:33 h Siebte im Halbmarathon. 2024 gelangte sie bei den Europameisterschaften in Rom nach 1:11:49 h 26. im Halbmarathon. Im August beendete sie bei den Olympischen Spielen in Paris den Marathonwettbewerb mit einer Zeit von 2:42:32 h auf dem 74. Platz. Bis zur Hälfte des Rennens führte Julien das Feld der Teilnehmerinnen zeitweilig an und lag beim Erreichen der Halbmarathondistanz auf Platz zwei.
Bei den erstmals ausgetragenen Straßenlauf-Europameisterschaften 2025 in Löwen wurde sie nach 2:33:41 h Zehnte über die Marathondistanz.
In den Jahren 2021 und 2024 wurde Julien französische Meisterin im 10.000-Meter-Lauf sowie von 2021 bis 2023 im Halbmarathon.

## Persönliche Bestleistungen
- 5000 Meter: 16:03,22 min, 25. Juni 2021 in Angers
- 10.000 Meter: 32:35,92 min, 4. Mai 2024 in Pacé
- 10-km-Straßenlauf: 32:26 min, 15. Juni 2024 in Langueux
- Halbmarathon: 1:10:31 h, 26. Januar 2025 in Sevilla
- Marathon: 2:25:01 h, 3. Dezember 2023 in Valencia